# Bălteni-Deal
Bălteni-Deal – wieś w Rumunii, w okręgu Vaslui, w gminie Bălteni. W 2011 roku liczyła 444 mieszkańców.